# Когато дойде любовта
„Когато дойде любовта“ (на испански: Cuando llega el amor) е мексиканска теленовела, създадена от Рене Муньос, режисирана от Мигел Корсега и Моника Мигел, и продуцирана от Карла Естрада за Телевиса през 1989 и 1990 г.
В главните роли са Лусеро и Омар Фиеро, а в отрицателните - Найлеа Норвинд, Гилермо Гарсия Канту, Сусана Александър и Мигел Писаро.

## Сюжет
Исабел Контрерас е красива млада жена, дъщеря на богати родители, които я обичат, и годеница на красивия Родриго, с когото ще се оженят, след като завършат образованието си. Алонсо, учителят ѝ по езда, предлага на девойката да представя Мексико в международно състезание.
Исабел има враг в собствения си дом – братовчедка ѝ Алехандра, която мрази Исабел. Алехандра иска да навреди на Исабел и успява, съблазнявайки годеника ѝ. Исабел знае, че баща ѝ ще убие Алехандра, ако разбере за случилото се, затова нараненото момиче решава да мълчи.
Исабел разтрогва годежа си, без да дава обяснения, и намира утеха в подготовката за турнира. Преди началото на състецанието, Алехандра прерязва юздите на коня на Исабел, предизвиквайки инцидент, и тя пада от коня. Исабел е ранена и трябва да използва патерици.
Самотна и депресирана, Исабел се забавлява, гледайки през прозореца в отсрещния апартамент. Луис Фелипе, млад фотограф, живее в този апартамент. Той се влюбва в Исабел. Появява се Алехандра, която се опитва да ги раздели.

## Актьори
Част от актьорския състав:
- Лусеро – Исабел Контрерас
- Омар Фиеро – Луис Фелипе Рамирес
- Найлеа Норвинд – Алехандра Контрерас
- Гилермо Гарсия Канту – Родриго Фернандес Перейра
- Иран Еори – Доня Росалия де Контрерас
- Ерик дел Кастийо – Дон Рафаел Контрерас
- Сусана Александър – Мария Луиса Перейра де Фернандес
- Клаудио Обрегон – Херардо Фернандес
- Франсиско Бернал – Алонсо Валенсия
- Лилия Арагон – Елена Риос / Елена Риверс
- Ампаро Аросамена – Доня Рефухио Ордониес вдовица де Карийо
- Роберто Бландон – Енрике
- Силвия Каос – Амелия
- Артуро Лорка – Начо
- Моника Мигел – Юлма
- Рене Муньос – Чучо
- Алехандра Пениче – Клаудия Вега
- Мигел Писаро – Андрес Сантана
- Мария Рохо – Роса
- Нинон Севиля – Нина
- Ема Лаура – Вероника
- Алексис Аяла – Николас
- Тео Тапия – Рамон
- Мигел Анхел Инфанте – Д-р Мухика

## Премиера
Премиерата на Когато дойде любовта е на 25 декември 1989 г. по Canal de las Estrellas. Последният 100. епизод е излъчен на 11 май 1990 г.

## Награди и номинации
Награди TVyNovelas 1991
| Категория                            | Номиниран(а)      | Резултат   |
| ------------------------------------ | ----------------- | ---------- |
| Най-добра теленовела                 | Карла Естрада     | Номинирана |
| Най-добра актриса в отрицателна роля | Найлеа Норвинд    | Номинирана |
| Най-добър актьор в отрицателна роля  | Мигел Писаро      | Номиниран  |
| Най-добра първа актриса              | Сусана Александър | Номинирана |
| Най-добра първа актриса              | Иран Еори         | Номиинрана |
| Най-добър пръв актьор                | Ерик дел Кастийо  | Номиниран  |
| Най-добра актриса в поддържаща роля  | Мария Рохо        | Номинирана |
| Най-добра млада актриса              | Лусеро            | Печели     |
| Най-добър млад актьор                | Омар Фиеро        | Печели     |
| Най-добро мъжко откритие             | Родриго Видал     | Номиниран  |
| Най-добър режисьор                   | Мигел Корсега     | Печели     |

## Версии
- Мексиканската теленовела Под юздите на любовта, продуцирана от Игнасио Сада Мадеро за Телевиса и Univision през 2007 г., е римейк на тази теленовела. В римейка участват Адриана Фонсека, Габриел Сото, Адамари Лопес и Виктор Гонсалес.